# Каменка (Александрийский сельсовет)
Каменка (бел. Каменка) — деревня в Александрийском сельсовете Шкловского района Могилёвской области Белоруссии.
Каменка расположена на высоте 175 м над уровнем моря, на севере Могилёвской области. Деревня расположена к северу от реки Берёзовка; на пересечении дорог из Троицы, расположенной к востоку и Чирчино, находящегося юго-восточнее, у автодороги Р121 (Шклов — Круглое).

## История
В 1661 году упоминается как деревня в Оршанском повете ВКЛ.